# Protestele din România din 2012
Protestele din România din 2012 sunt un șir de proteste de stradă declanșate la 12 ianuarie 2012 România împotriva reformelor sistemului sanitar promovate de Guvernul Boc prin lansare în dezbatere publică a unui proiect de lege a sănătății. Primul oraș în care s-a protestat a fost Târgu Mureș. Astfel de manifestații au continuat și după 12 ianuarie, în București și în alte 51 orașe din 37 de județe.
Unii manifestanți s-au mobilizat cu ajutorul rețelelor de socializare precum Facebook, cerând demisia președintelui Traian Băsescu și a guvernului Boc. Ca urmare, președintele a cerut Guvernului să retragă proiectul noii legi a sănătății din dezbaterea publică. La data de 6 februarie 2012, Emil Boc și-a dat demisia din funcția de prim-ministru al României, iar Cătălin Predoiu a devenit prim-ministru interimar. În seara aceleiași zile, președintele Traian Băsescu l-a desemnat pe Mihai Răzvan Ungureanu să formeze un nou guvern.
O mare parte din aceste proteste a avut caracter politicianist, datorită faptului că mișcarea antiguvernamentală a fost în principal susținută de Uniunea Social-Liberală (USL), principalul rival politic al PDL-ului; la proteste participând numeroși membri ai partidelor componente USL.

## Motivul protestelor
Principalul motiv al manifestațiilor a fost solidarizarea cu fondatorul Serviciul Mobil de Urgență Reanimare și Descarcerare (SMURD), doctorul Raed Arafat, unul dintre criticii liberalizării sistemului medical de urgență. El s-a opus proiectului de lege a sănătății deoarece acesta prevedea ca operatori privați să poată contribui, dacă îndeplinesc anumite standarde, la asigurarea unei părți a serviciului de urgență. Arafat a argumentat că sistemul funcționează bine și că apariția unor noi operatori de urgență îl va destabiliza.
Proiectul de lege mai prevedea și ca spitalele să poată funcționa ca societăți comerciale sau ca fundații, iar Casa Națională de Asigurări de Sănătate să piardă monopolul și să aibă concurență din partea asiguratoriilor privați, iar producătorii de medicamente să fie taxați suplimentar.

## Cronologie
Pe 13 ianuarie la București, mai mulți manifestanți s-au adunat în jurul orelor 17:30–18:30 în Piața Universității, în fața Teatrului Național, pentru susținerea lui Raed Arafat. În jurul orei 19:00, protestatarii au plecat în marș din piață îndreptându-se spre Palatul Cotroceni. Numărul manifestanților a crescut, astfel încât în fața Administrației Prezidențiale s-au adunat circa 2000 de oameni.
A doua zi (în 14 ianuarie), protestele de la București au degenerat în manifestări violente, mai mulți oameni fiind răniți. Jandarmeria a strâns cordonul, la care manifestanții au răspuns aruncând cu pietre, petarde și au vandalizat mai multe amenajări publice și mobilier stradal. Jandarmeria a ripostat folosind gaze lacrimogene.
Pe 15 ianuarie, protestele de la București au devenit din nou violente. Jandarmeria susține faptul că protestele de sâmbătă seara din București au degenerat odată cu apariția în Piața Universității a unor grupuri compacte conduse de lideri ai galeriilor cluburilor de fotbal FC Steaua București, FC Rapid București și Dinamo București. Printre aceștia au fost identificați lideri ai fanilor dinamoviști — Tararache Marius, Bischin Ioan Țintă Claudiu — și un coordonator al galeriei steliste — Denescu Alexandru Mihai. Jandarmeria a folosit gaze lacrimogene și tunuri de apă. În acea seară, numărul protestatarilor ajunsese la cifra de 13.000 în întreaga țară.
Pentru a preveni manifestări violente și în data de 16 ianuarie, jandarmii au organizat filtre pentru cei care doreau să ajungă în Piața Universității, legitimând și percheziționând persoanele cu „comportament suspect”. Purtătorul de cuvânt al Jandarmeriei București a declarat că 10 manifestanți au fost duși la secțiile de poliție: unul pentru deținere de droguri, unul pentru deținere a unui baston telescopic și opt pentru deținere de materiale pirotehnice (torțe și petarde).
Pe 17 ianuarie, protestele au continuat în toată țara. În Alexandria, județul Teleorman, sute de oameni, inclusiv cetățenii șomeri, pensionari, funcționarii publici și sindicaliștii au protestat în fața Casei de Cultură. Lor li s-au alăturat alți zeci de oameni din Roșiori de Vede care au sosit cu autobuzul. În special, pe lângă demisia lui Băsescu, oamenii au cerut și demisia prefectului județului Teleorman, Teodor Nițulescu.
Pe 18 ianuarie, protestele au continuat în toată țara, dar s-a anunțat și un miting politic USL pentru a doua zi (pe 19).
Pe 19 ianuarie, oameni care au luat parte la protest dar susțin că nu s-au manifestat violent au fost ridicați și duși cu dubele către secțiile de poliție din Capitală. În Piața Arcului de Triumf a fost organizat un miting USL, dar aceștia au fost primiți cu ostilitate de către protestatarii din Piața Universității, Ludovic Orban, fiind îmbrâncit și huiduit de aceștia.
Pe 4 iunie, au izbucnit proteste împotriva proaspătului premier, Victor Ponta, aceste proteste fiind un miting anti-USL, organizat de președintele PDL, Vasile Blaga, și o adunare a tineretului democrat-liberal. Protestele împotriva lui Băsescu au reizbucnit. Cele două tabere s-au îmbrâncit în București.

## Scandări

Protestari romașcani și revendicările lor

Mulți protestatari au scandat împotriva guvernului Boc dar și contra președintelui Băsescu. Bannerele lor au purtat mesaje de susținere a sistemului SMURD, existând și mesaje împotriva privatizării.

## Reacții ale politicienilor
Până în data de 20 ianuarie, Traian Băsescu, conducătorul statului, nu a făcut nicio declarație cu referire la proteste, deși a apărut în public într-o conferință de presă în 19 ianuarie. În schimb, o serie de politicieni au făcut declarații publice cu privire la proteste.
Ion Iliescu consideră că protestele care au loc în 2012 în Piața Universității sunt de natură socială, diferite de cele din 1990 care erau de natură politică și s-au desfășurat în același loc, fiind orientate atunci împotriva sa și a comunismului: „E cu totul altceva. E un protest motivat de situația grea economică a oamenilor și de efectele acestei guvernări nefericite și mai ales un protest la adresa președintelui”.
Deputatul Iulian Urban (PD-L) a scris în blogul său: „Nu cumva suntem niste viermi care își merită soarta?”, în contextul unei critici la adresa guvernului care a acceptat retragerea proiectului legii sănătății. Televiziunea Realitatea TV a pus afirmația pe seama Guvernului și a sugerat că ar fi cu referire doar la cei care protestează. După câteva zile, Urban a demisionat din Partidul Democrat Liberal, declarând că „eu sunt singurul vierme din România”, acuzând colegii de partid că l-au scos pe Teodor Baconschi și pe el însuși drept țapi ispășitori.
Europarlamentarul George Becali (PRM) a spus că: „Eu nu iau niciodată apărarea la un străin în detrimentul unui român” (despre Arafat).
Ministrul de externe, Teodor Baconschi, a scris după protestele violente din prima zi, pe blogul personal, un atac la adresa liderilor Partidului Național Liberal, încheind cu afirmația că între „reformă, responsabilitate, siguranță [pe de o parte, și] regres, populism, domnia bâtei, alegerea o va face [...] România vrednică, România care muncește, România însetată de viitor, nu mahalaua violentă și ineptă încolonată, ca minerii odinioară, în spatele moștenitorilor Securității.” Ministrul a fost revocat din funcție în 23 ianuarie 2012, după ce primul ministru și-a cerut scuze în fața Parlamentului pentru ceea ce el a denumit „derapajele și stângăciile verbale ale unor colegi”, publicația on-line Hotnews afirmând în titlul știrii sale că Baconschi a jignit manifestanții.
Nu doar guvernul a fost ținta protestelor, ci și opoziția. Deputatul Ludovic Orban a mers în Piața Universității, dar a fost gonit de manifestanți care scandau „PDL, USL, aceeași mizerie”.
Opoziția politică (USL) a cerut ca Parlamentul să se reunească într-o sesiune extraordinară pentru discutarea situației politice actuale și consideră că singura soluție pentru încetarea crizei politice ar fi alegerile anticipate.

## Presa internațională
Presa internațională a relatat că deși autoritățile au retras proiectul de reformare a legii sănătății, prin care s-ar fi acordat acces și firmelor private în sistemul medical de urgență, oamenii au continuat să iasă în stradă cerând demisia președintelui Băsescu și a premierului Boc.
Reuters subliniază violențele de duminică seară din capitala României, relatând ciocnirile dintre jandarmi și protestatari, dar afirmă că România, deși a adoptat în ultimii doi ani măsuri dure de austeritate, a evitat protestele de masă care au izbucnit în întreaga Europă. Același lucru scrie și BBC, respectiv că „protestatarii care demonstrează împotriva măsurilor de austeritate s-au ciocnit cu forțele de ordine. Violențele au izbucnit în ziua de 15 ianuarie în timp ce se manifesta împotriva președintelui Băsescu, acuzat de scăderea dramatică a nivelului de trai în România. Peste 30 de persoane au fost reținute de poliție.”
CNN anunță că poliția a fost nevoită să folosească gaze lacrimogene împotriva manifestanților care cer demisia președintelui Băsescu și alegeri anticipate și subliniază faptul că „participanții au blocat circulația și au aruncat cu pietre în forțele de ordine. Protestele au început joi și au fost provocate de proiectul legii sănătății.” Postul de radio Deutsche Welle relatează că „protestatarii și-au exprimat furia față de măsurile de austeritate dar și față de corupția larg răspândită, cerând demisia președintelui Traian Băsescu, altădată popular”.
The New York Times scrie că „protestele din ultimele zile sunt cele mai serioase de când președintele Băsescu a venit la putere, în 2004. Sunt rezultatul frustrării față de tăierile salariilor bugetarilor, reducerea ajutoarelor sociale, creșterea impozitelor, clientelismul din instituțiile de stat și corupția larg răspândită.”, iar The Guardian conchide că „politicienii români trebuie să se reconecteze la realitate”.
Moody's, citat de Wirtschaftsblatt, avertiza în 25 ianuarie că „drumul reformelor e periclitat” și că „protestele sunt o dezvoltare negativă, care va face dificil ca guvernul să poată urma drumul început, acela al reformelor fiscale și structurale”. Wirtschaftsblatt citează din Ziarul Financiar că, pentru întreprinzători, nu există încă semne că demonstrațiile ar avea efecte economice negative.

## Urmări
În seara de 13 ianuarie, președintele a cerut Guvernului să renunțe la proiectul legii sănătății, în urma presiunii opiniei publice, constatând că „sunt mulți care sunt mulțumiți de sistemul de sănătate și că reforma nu este dorită de nimeni din sistem, cu excepția unor medici tineri”.
După doar cinci zile, la 17 ianuarie 2012, doctorul Raed Arafat a fost rechemat în funcția de subsecretar de stat la Ministerul Sănătății. Cu toate că doctorul Raed Arafat a acceptat să revină pe poziția din minister de unde demisionase, criza nu a fost dezamorsată, protestele au continuat, luând diferite forme.

La data de 6 februarie 2012, Emil Boc și-a dat demisia din funcția de prim-ministru al României, împreună cu întregul Guvern al României. Premierul demisionar, Emil Boc, a dorit să menționeze faptul că nu a luat această hotărâre la presiunea străzii. Ministrul Cătălin Predoiu a fost desemnat de președintele Traian Băsescu în funcția de prim-ministru interimar. În seara aceleiași zile, președintele Traian Băsescu l-a desemnat pe Mihai Răzvan Ungureanu să formeze un nou guvern.